# Бердтейл-Крік 57
Бердтейл-Крік 57 (англ. Birdtail Creek 57) — індіанська резервація в Канаді, у провінції Манітоба, у межах муніципалітету Прейрі-В'ю.

## Населення
За даними перепису 2016 року, індіанська резервація нараховувала 411 осіб, показавши зростання на 1,0%, порівняно з 2011-м роком. Середня густина населення становила 14,4 осіб/км².
З офіційних мов обидвома одночасно не володів жоден з жителів, тільки англійською — 410. Усього 50 осіб вважали рідною мовою не одну з офіційних, з них усі — одну з корінних мов.
Працездатне населення становило 31,2% усього населення, рівень безробіття — 33,3%.

## Клімат
Середня річна температура становить 2,4°C, середня максимальна – 23,4°C, а середня мінімальна – -23,2°C. Середня річна кількість опадів – 474 мм.
| Клімат поселення                              | Клімат поселення | Клімат поселення | Клімат поселення | Клімат поселення | Клімат поселення | Клімат поселення | Клімат поселення | Клімат поселення | Клімат поселення | Клімат поселення | Клімат поселення | Клімат поселення | Клімат поселення |
| Показник                                      | Січ.             | Лют.             | Бер.             | Квіт.            | Трав.            | Черв.            | Лип.             | Серп.            | Вер.             | Жовт.            | Лист.            | Груд.            |                  |
| Середній максимум, °C                         | −10,73           | −6,88            | −0,08            | 9,46             | 17,01            | 22,10            | 23,40            | 22,68            | 16,78            | 9,89             | −0,31            | −9,1             |                  |
| Середня температура, °C                       | −16,98           | −13,13           | −6,32            | 3,24             | 10,78            | 15,86            | 18,74            | 18,02            | 12,12            | 5,22             | −4,98            | −13,77           |                  |
| Середній мінімум, °C                          | −23,21           | −19,36           | −12,54           | −3,01            | 4,54             | 9,62             | 14,06            | 13,34            | 7,44             | 0,54             | −9,67            | −18,45           |                  |
| Норма опадів, мм                              | 24               | 17               | 27               | 24               | 54               | 81               | 70               | 61               | 46               | 27               | 20               | 23               |                  |
| Середньомісячна швидкість вітру, м/с          | 4.00             | 4.00             | 4.11             | 4.34             | 4.50             | 4.00             | 3.50             | 3.56             | 3.91             | 4.14             | 4.00             | 3.92             |                  |
| Середньомісячна сонячна радіація, кДж/м²·день | 3979             | 7267             | 12584            | 17149            | 20447            | 21560            | 22275            | 18833            | 13164            | 7958             | 4190             | 3123             |                  |
| --------------------------------------------- | ---------------- | ---------------- | ---------------- | ---------------- | ---------------- | ---------------- | ---------------- | ---------------- | ---------------- | ---------------- | ---------------- | ---------------- | ---------------- |
| Джерело:                                      |                  |                  |                  |                  |                  |                  |                  |                  |                  |                  |                  |                  |                  |